# 羅奇福德子爵喬治·博林
第二代罗奇福德子爵喬治·博林（George Boleyn, 2nd Viscount Rochford；约1503年/1504年4月至1536年5月17日）是一名英格兰贵族，安妮·博林的弟弟。他是1530年代英格兰朝廷中的重要成员，后因被控与姐姐安妮通奸让而被处决。

## 生平
他是托马斯·博林和伊丽莎白·霍华德唯一的儿子，出生于诺福克郡布利克林庄园，但在肯特郡海韦尔城堡度过大部分童年。这是他的祖父威廉·博林的财产，他们家在1505年搬到这里。托马斯和伊丽莎白生了很多孩子，但只有玛丽、安妮和乔治活到了成年。
他十岁时在圣诞节上被父亲帶領晉見亨利八世。他早年大部分时间待在英格兰，但也可能曾随当大使的父亲一道前往法国，因此能说一口流利的法语。1525年左右，他与简·帕克结婚。二人婚后可能并无子嗣。
1522年4月，作为他18岁的生日礼物，他和父亲一起获赐肯特郡的大量地产。1524年他首次以个人名义获得赏赐（Grimston Manor）。这显示他当时已经是国王的宠臣。枢密院的记录显示，他常和国王一起打草地滾球、网球、纸牌、射箭。二人一起打猎时曾互相以巨额资金打赌（赌博是当时欧洲贵族间常见的娱乐方式），互有胜负。
1525年，他成为国王的贴身随从（Gentlemen of the Privy Chamber）。六个月后，他在托马斯·沃尔西清除异己时遭免职，随即在1526年1月被任命为皇家斟酒人（Cup-bearer），加20镑年金。
1528年，他又获得Esquire of the Body、Master of the King's Buckhounds等头衔。1529年2月1日，他成为比尤利宫总管。1529年7月29日，他又成为伯利恒医院院长。
他在1529年年末获封骑士，重新成为贴身随从。自当年12月开始，他冠上罗奇福德子爵的头衔，他的父亲则被封为威尔特郡伯爵和奥蒙德伯爵，同时，他首次作为英格兰大使出使法兰西。
他迅速获得了弗朗索瓦一世的青睐，出使十分顺利。随后的岁月中，他又五度出使法兰西。最后一次是在1535年5月，当时是为了法王的第三子查理和他的外甥女伊丽莎白公主說親。
自1529年末至被处决之前，他曾参与英格兰宗教改革，强调君主权力的至高无上。1535年，他参与了对托马斯·摩尔和三名加尔都西会僧侣的审判，在5月4日僧侣们处刑时也在场。
1534年6月，他获封五港總督，驻扎于多佛爾城堡，与托马斯·克伦威尔敌对。

### 处决
受姐姐安妮·博林牵连，克伦威尔控告他和其他四人与安妮有染。乔治本来应该在1536年4月23日获得嘉德勋章，但也随之落空。5月2日，他和姐姐安妮一起被捕。虽然缺乏实际的通奸证据，他仍被判处英式車裂，不过最后在1536年5月17日处刑时，是处以斩首之刑。他死前发表了一场很长的演说，他不屑与去为通奸罪辩护，转而宣扬自己在改革中的功绩，围观群众大多沉默不语，并未像往常一样奚落这名受刑者。

## 脚注
1. ↑  Lindsey 1995，第xv頁
2. ↑  Ives 2005
3. ↑  Ives 2005，第3, 14–15頁.
4. ↑  Bapst 1891
5. ↑  Richardson II 2011，第460頁.
6. ↑  Ellis 1824，第67–68頁 Jane's letter to Cromwell
7. ↑  Letters and Papers, Foreign and Domestic, Henry VIII，3, 2214(29).
8. ↑  Letters and Papers, Foreign and Domestic, Henry VIII，4, 546(2).
9. 1 2  Nicolas 1827
10. ↑  Letters and Papers, Foreign and Domestic, Henry VIII，4, 1939(14).
11. ↑  Letters and Papers, Foreign and Domestic, Henry VIII，4, 4779.
12. ↑  Letters and Papers, Foreign and Domestic, Henry VIII，4, 5248.
13. ↑  Letters and Papers, Foreign and Domestic, Henry VIII，4, 5815(27).
14. ↑  Du Bellay I 1969，第105頁.
15. ↑  Letters and Papers, Foreign and Domestic, Henry VIII，4, 6073.
16. ↑  Letters and Papers, Foreign and Domestic, Henry VIII，8, 663, 666, 726, 909.
17. ↑  Letters and Papers, Foreign and Domestic, Henry VIII，5, 1022.
18. ↑  Calendar of State Papers, Spain，5(1), 156, 166.
19. ↑  Letters and Papers, Foreign and Domestic, Henry VIII，8, 609, 666, 726, 974.
20. ↑  Letters and Papers, Foreign and Domestic, Henry VIII，7, 922(16).
21. ↑  Letters and Papers, Foreign and Domestic, Henry VIII，7, 1478.
22. ↑  Calendar of State Papers, Spain 5(2), 61, and footnote 1 （页面存档备份，存于）
23. ↑  Letters and Papers, Foreign and Domestic, Henry VIII，10, 1069.
24. ↑  Lipscomb 2013，第23頁
25. ↑  Letters and Papers, Foreign and Domestic, Henry VIII，10, 715, 752.
26. ↑  演说版本有很多，见：Wriothesley's Chronicle, pp. 39–40, Thomas, The Pilgrim, pp. 116–117, Chronicle of Calais, pp. 46–47, Constantine in Archaeologia 23, pp. 64-66. 其中最详细的是Excerpta Historica, pp. 261-265